# Trevélez
Trevélez é um município da Espanha na província de Granada, comunidade autónoma da Andaluzia, de área 91 km² com população de 827 habitantes (2004) e densidade populacional de 9,09 hab/km². Altitude: 1746m.

## Localização
Grande parte do seu território - o de maior altitude da Península Ibérica - encontra-se no Parque nacional da Sierra Nevada e chega ao ponto mais alto, o Mulhacén.
A localidade de Trevélez forma uma cunha por cujas arestas correm as águas do rio Grande (Rio Trevélez) e do rio Chico, que junto com o Poqueira formarão o rio Guadalfeo.
Situado a 1.500 metros de altitude, Trevélez é o município mais alto da Andaluzia e é considerado a aldeia mais alta de Espanha, embora isso dependa da definição de aldeia que se tome. Trevélez é incontestavelmente a localidade com mais de 500 habitantes mais alta de Espanha. Está dividida em três bairros (Alto, Médio e Baixo), com uma diferença de nível de até 200 metros, e as casas mais elevadas do Barrio Alto alcançam os 1.650 metros de altitude sobre o nível do mar. Trevélez mantém uma posição idónea nas Alpujarras não apenas devido à altitude mencionada, mas também pela sua situação na junção de montanhas que tem o mesmo nome que a localidade. Trevélez fica situada a sudoeste do Mulhacén, mas antes é envolta pelo El Chorrillo e pelo Tajo Peñabón ou Piedra Ventana.
É um famoso centro produtor de presuntos.

## Demografia

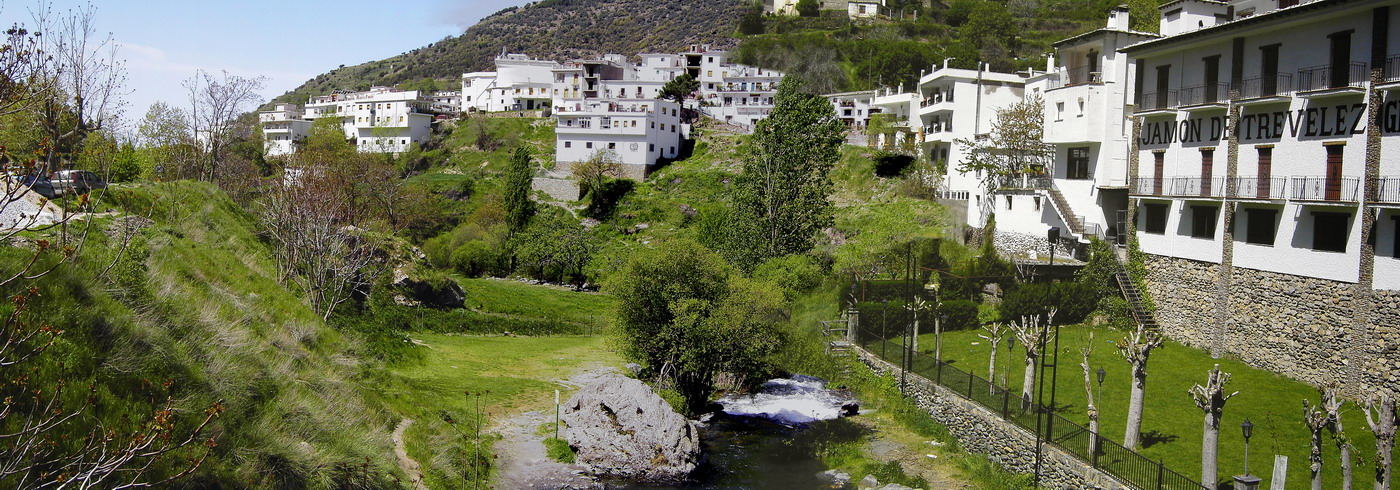
Trevélez

| Variação demográfica do município entre 1991 e 2004 | Variação demográfica do município entre 1991 e 2004 | Variação demográfica do município entre 1991 e 2004 | Variação demográfica do município entre 1991 e 2004 |
| --------------------------------------------------- | --------------------------------------------------- | --------------------------------------------------- | --------------------------------------------------- |
| 1991                                                | 1996                                                | 2001                                                | 2004                                                |
| 823                                                 | 800                                                 | 775                                                 | 827                                                 |

## Património
- Iglesia de San Benito
- Ermita de San Antonio
- Fuentes-lavadero